# IPad mini
Az iPad Mini – iPad mini márkanéven forgalmazták, kis m betűvel – az Apple által fejlesztett kisméretű tablet, amely 2012 novemberében jelent meg. A kijelző képátlója 7,9 (vagy más generációknál 8,3)  hüvelyk, ami a nagy iPadokhoz képest kisebb.
A magyarországi kritikák között jó eredményeket ért el. Azóta megjelent az iPad mini 2, az iPad mini 3, az iPad mini 4, az iPad mini 5 és az iPad mini 6.

## Fajtái
A piacon jelenleg 2 modell kapható: a WiFi és a WiFi + Cellular. A kettő közti különbség annyi, hogy a WiFi + Cellular modell tartalmaz egy sim-kártya helyet is, amivel mobilinternetet is lehet használni a tableten.